# .az
.az е интернет домейн от първо ниво за Азербайджан. Администрира се от Комуникации на Азербейджан. Някои домейни от второ ниво са com.az, net.az, int.az, gov.az, org.az, .edu.az, .info.az, .pp.az, .mil.az, .name.az, .pro.az and biz.az.